# ヒエロニムス・フランケン2世
ヒエロニムス・フランケン2世（Hieronymus Francken II、1578年 – 1623年3月17日）は、フランドルの画家である。風俗画や静物画を描いた。多くの画家を輩出した一族の出身である。叔父のヒエロニムス・フランケン1世（Hieronymus Francken I または Hieronymus Francken de Oudere）と区別するために「年少のヒエロニムス・フランケン（Hieronymus Francken de Jongere）」と呼ばれることがある。

## 略歴
アントウェルペンで、画家のフランス・フランケン1世の息子に生まれた。2人の叔父、ヒエロニムス・フランケン1世とアンブロシウス・フランケンも画家であり、弟のフランス・フランケン2世(1581–1642)とアンブロシウス・フランケン2世(c.1590-1632)も画家になった。
父親から絵を学び、1605年に叔父アンブロシウス・フランケンの弟子としてアントウェルペンの聖ルカ組合に登録され、1607年に親方として組合に登録された。叔父のヒエロニムス1世はパリで活動し、フランスの王室の宮廷画家になった人物で、ヒエロニムス2世と弟のフランス2世はパリのヒエロニムス1世のもとでも修行した。
ヒエロニムス・2世はアントウェルペンに戻るとその後は父親の工房で働いた。宮廷の人々を描いた風俗画などで知られるフランケン1世のスタイルを継承した。弟のフランス2世とともに、オランダ語で「kunstkamerschilderijen（美術室の絵）」と呼ばれる、絵画がコレクションされた部屋を描く作品や、猿に人間のふるまいをさせる滑稽画である「サンジュリー」と呼ばれるジャンルの作品や、静物画も描いた。

## 作品

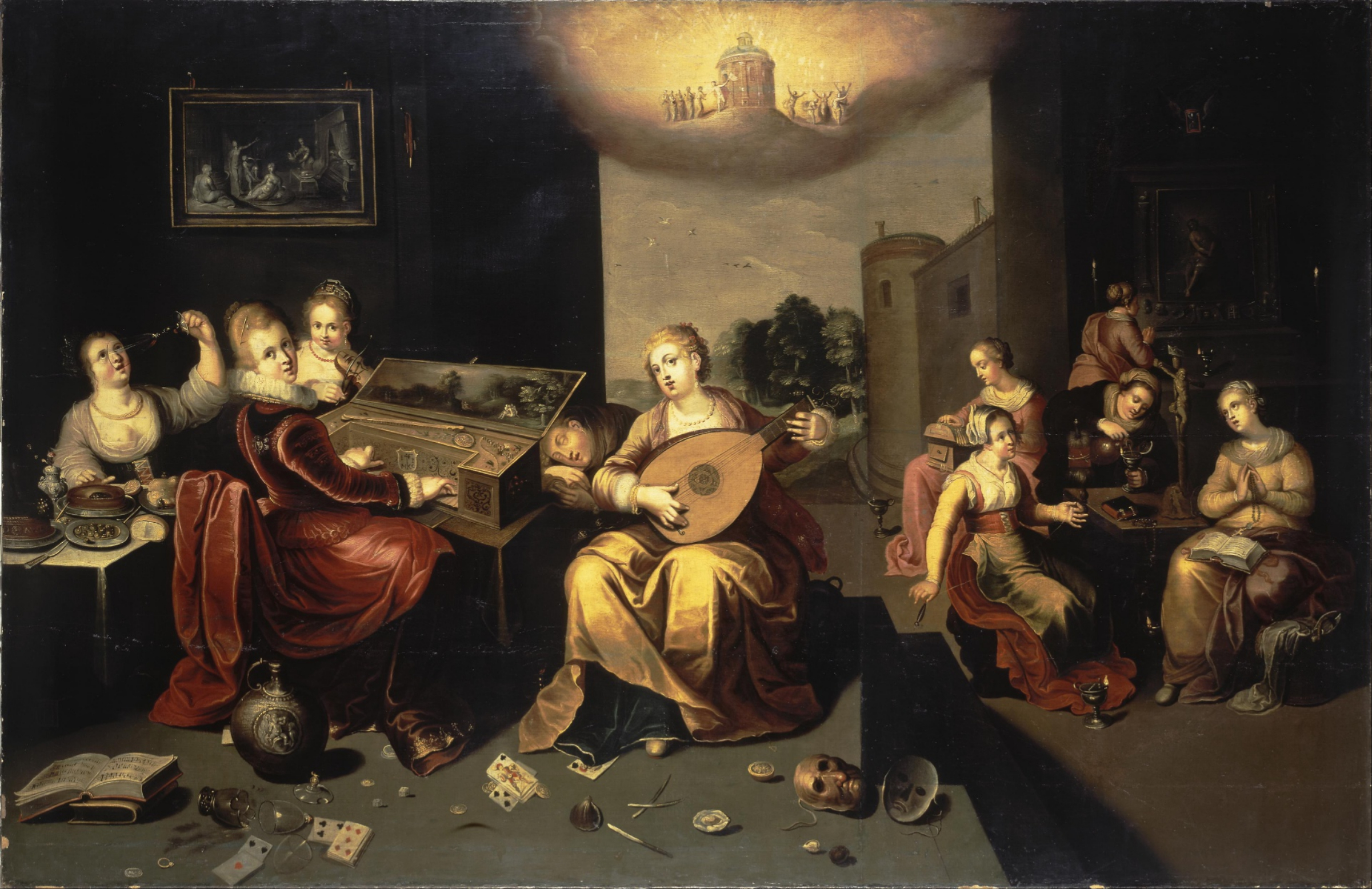
賢い乙女と愚かな乙女の喩え (c.1616) エルミタージュ美術館
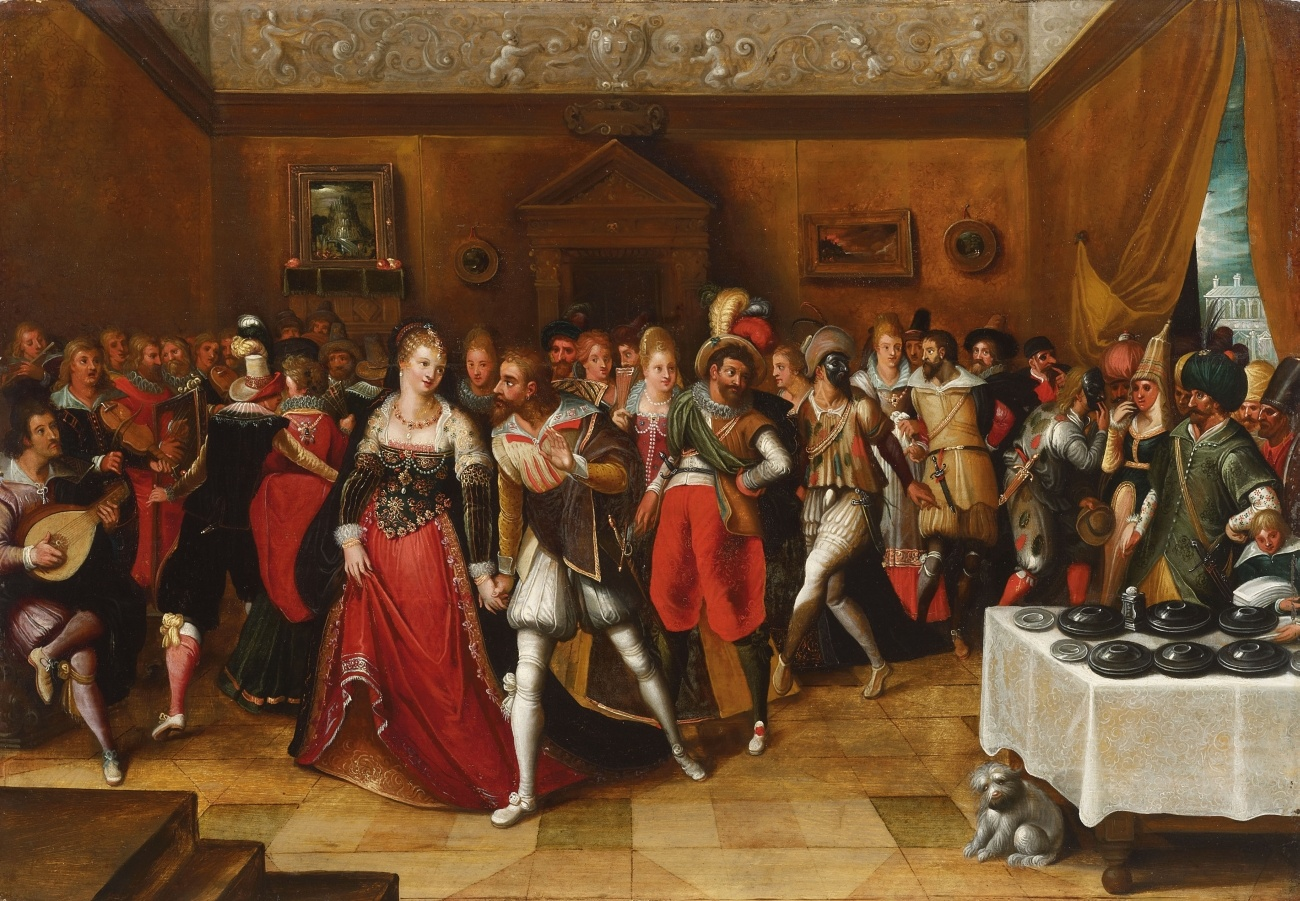
祝宴の参加者
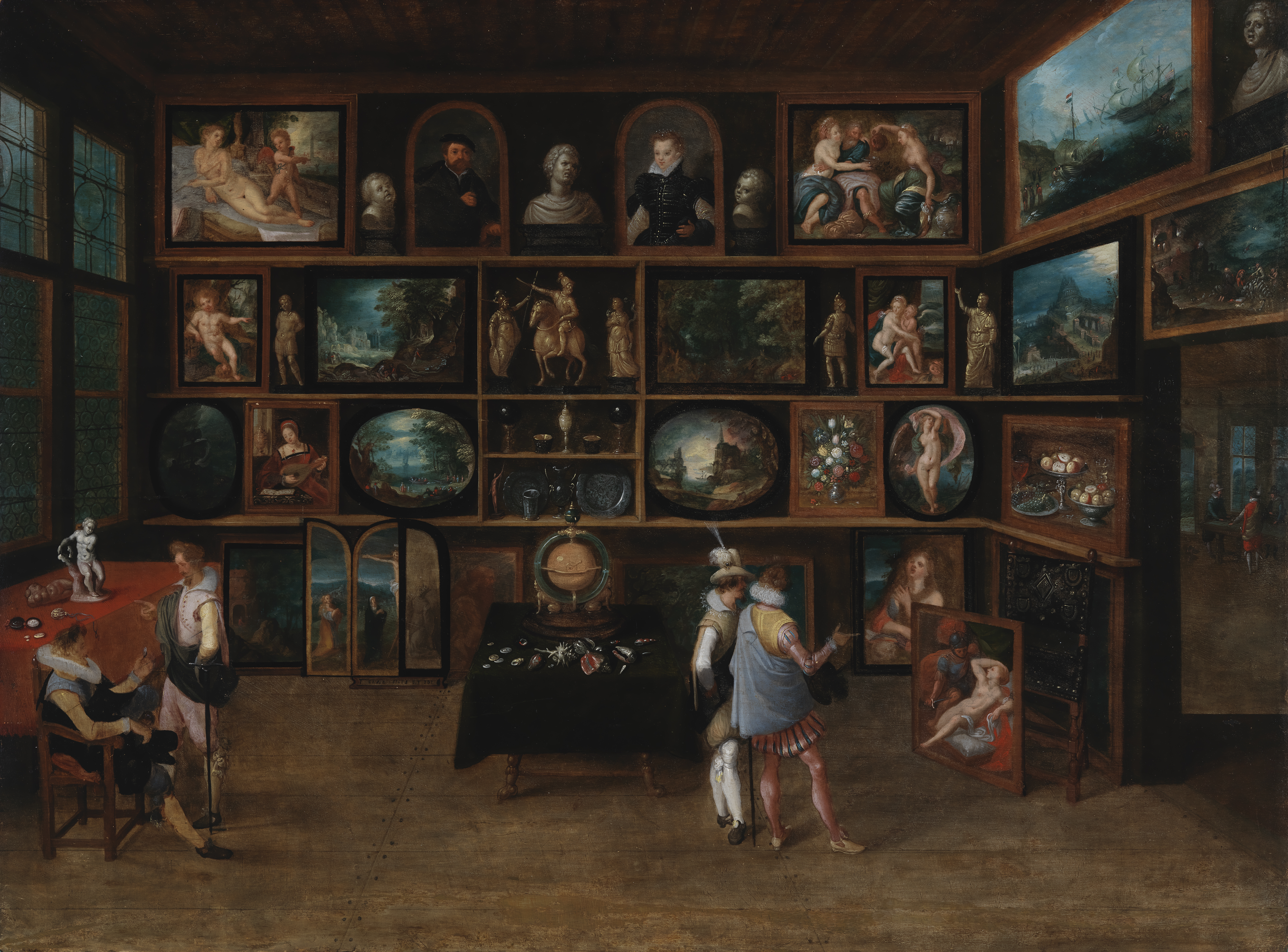
ギャラリーの芸術愛好家 シネブリュコフ美術館
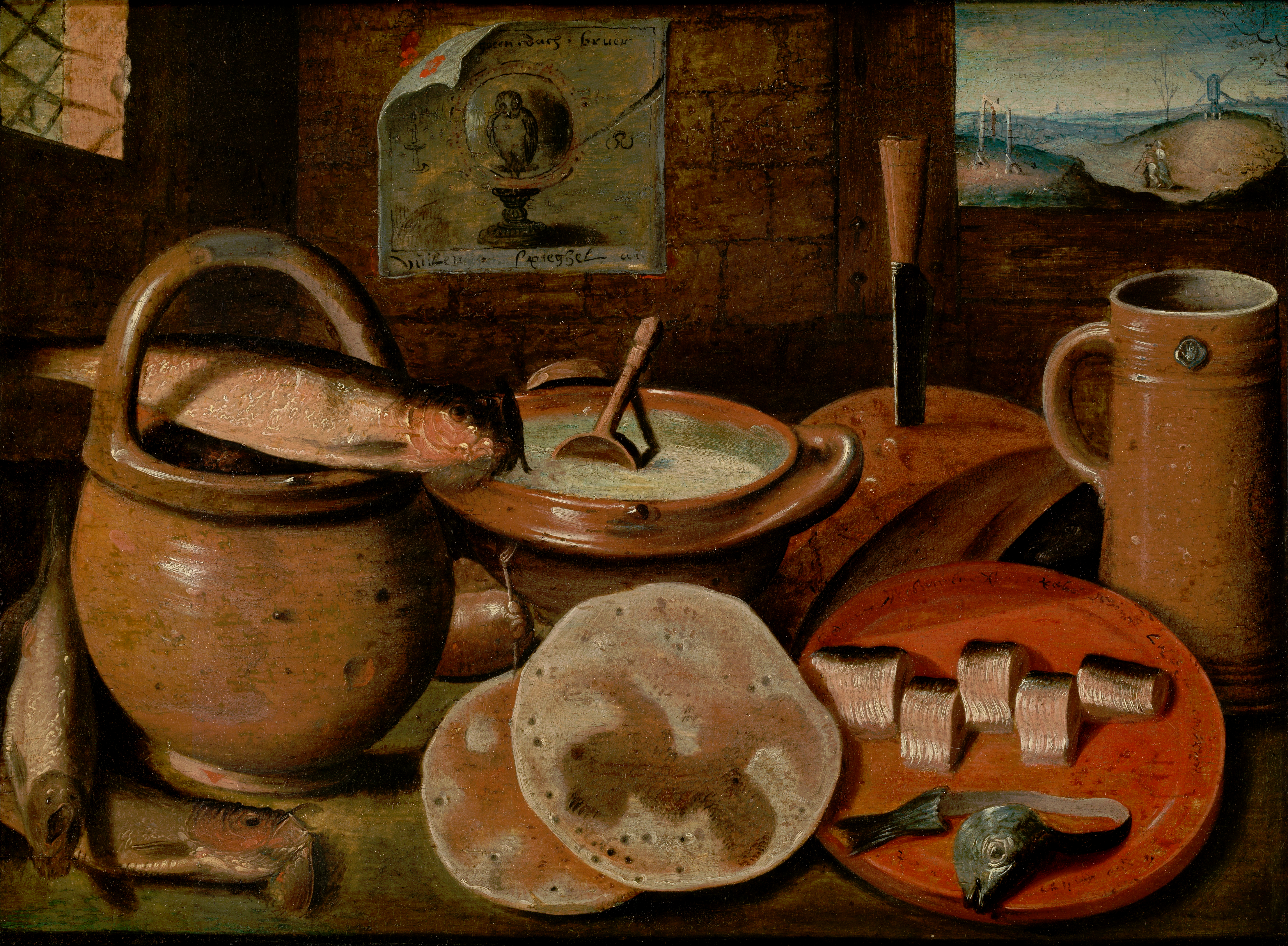
貧しい家の食事 (1600/1610) アントワープ王立美術館